# Under Secretary of State for Management

Siegel des US-Außenministeriums

Der Under Secretary of State for Management (Staatssekretär für Verwaltung im Außenministerium) ist eine Position im US-Außenministerium.
Der Staatssekretär für Management ist der Vertreter des Außenministeriums im Managementrat des Präsidenten und ist der für die Umsetzung der Managementagenda des Präsidenten (PMA) zuständige Beamte des Ministeriums.

## Geschichte des Amtes

Organigramm: Die administrative Gliederung des Außenministeriums (englisch)

Durch ein Gesetz vom 7. Februar 1953 wurde durch den US-Kongress für eine zweijährige Probephase die Position des Abteilungsleiters für Verwaltung geschaffen als dritthöchste Spitzenposition innerhalb des Außenministeriums. Danach wurde die Position nicht neu besetzt, so dass zwischen 1955 und 1978 die Verwaltungsangelegenheiten des Ministeriums durch einen stellvertretenden Abteilungsleiter (Deputy Under Secretary) oder einen Assistant Secretary of State bearbeitet wurden. Durch ein Kongressgesetz vom 7. Oktober 1978 wurde die ständige Position des Under Secretary of State for Management geschaffen.
Der Under Secretary of State for Management dient als Hauptberater des Außenministers und des Vizeaußenministers in Fragen der Zuteilung und Verwendung des Budgets des Ministeriums, Eigentums- und Besitztum und Personal, einschließlich Planung, Tagesgeschäfte des Ministeriums sowie Vorschläge für institutionelle Reformen und Modernisierung.
Der Abteilungsleiter (auch Unterstaatssekretär) wird vom US-Präsidenten nach Zustimmung des US-Senats ernannt. Er gehört als Vertreter des Außenministeriums dem Präsidialen Verwaltungsrat (President’s Management Council) an und ist damit der verantwortliche Beamte des Außenministeriums zur Umsetzung der Präsidialen Verwaltungsagenda (President’s Management Agenda). Ihm unterstehen als Leiter der Abteilung für Verwaltung die jeweils von einem Assistant Secretary of State geleiteten Unterabteilungen Verwaltung (Bureau of Administration), Konsularische Angelegenheiten (Bureau of Consular Affairs) und Diplomatische Sicherheit (Bureau of Diplomatic Security). Weiterhin unterstehen ihm das vom Generaldirektor des auswärtigen Dienstes geleitete Personalunterabteilung (Bureau of Human Resources) sowie die von Direktoren geleiteten Unterabteilungen für Controlling und allgemeine Finanzangelegenheiten (Bureau of the Comptroller and Global Financial Services), Öffentlichkeitsarbeit (Bureau of Information Resource Management), Auslandsimmobilien (Bureau of Overseas Buildings Operations), Haushalt und Planung (Bureau of Budget and Planning), Verwaltungspolitik und Innovation (Office of Management Policy, Rightsizing, and Innovation), Medizinischer Dienst (Office of Medical Services), Auslandsmissionen (Office of Foreign Missions) und das Institut des auswärtigen Dienstes (Foreign Service Institute).

## Liste der Under Secretaries of State for Management
| Bild                                        | Name                     | Beginn der Amtszeit | Ende der Amtszeit | Präsident                   |
| ------------------------------------------- | ------------------------ | ------------------- | ----------------- | --------------------------- |
| Under Secretary of State for Administration |                          |                     |                   |                             |
|                                             | Donold B. Lourie         | 16. Februar 1953    | 5. März 1954      | Dwight D. Eisenhower        |
|                                             | Charles E. Saltzman      | 29. Juni 1954       | 31. Dezember 1954 | Dwight D. Eisenhower        |
| Under Secretary of State for Management     |                          |                     |                   |                             |
|                                             | Benjamin H. Read         | 1. Oktober 1978     | 19. Januar 1981   | Jimmy Carter                |
|                                             | Richard T. Kennedy       | 28. Februar 1981    | 15. Dezember 1982 | Ronald Reagan               |
|                                             | Jerome W. Van Gorkom     | 22. Dezember 1982   | 14. Oktober 1983  | Ronald Reagan               |
|                                             | Ronald I. Spiers         | 23. November 1983   | 15. Mai 1989      | Ronald Reagan               |
|                                             | Ivan Selin               | 23. Mai 1989        | 23. Juni 1991     | George H. W. Bush           |
|                                             | John F. W. Rogers        | 9. Oktober 1991     | 19. Januar 1993   | George H. W. Bush           |
|                                             | J. Brian Atwood          | 1. April 1993       | 10. Mai 1993      | Bill Clinton                |
|                                             | Richard M. Moose         | 2. August 1993      | 1. September 1996 | Bill Clinton                |
|                                             | Bonnie R. Cohen          | 20. August 1997     | 20. Januar 2001   | Bill Clinton                |
|                                             | Grant S. Green, Jr.      | 30. März 2001       | 4. Februar 2005   | George W. Bush              |
|                                             | Henrietta H. Fore        | 2. August 2005      | 15. November 2007 | George W. Bush              |
|                                             | Patrick F. Kennedy       | 15. November 2007   | 25. Januar 2017   | George W. Bush Barack Obama |
|                                             | William E. Todd (Acting) | 1. Februar 2018     | 17. Mai 2019      | Donald Trump                |
|                                             | Brian Bulatao            | 17. Mai 2019        | 20. Januar 2021   | Donald Trump                |
|                                             | Carol Z. Perez (Acting)  | 20. Januar 2021     | 29. Dezember 2021 | Joe Biden                   |
|                                             | John Bass                | 29. Dezember 2021   |                   | Joe Biden                   |